# 手羽先センセーション
手羽先センセーション（てばさきセンセーション）は、2017年6月に結成された日本の女性アイドルグループ。通称「手羽セン」。2025年6月1日より合同会社1623から株式会社アルファベットプロモーションへ移籍し、新体制（第3期）として再始動。

## 概要
東京都内で活動していたアイドルグループ強がりセンセーションの名古屋支店グループとして発足、強がりセンセーションを創り上げたプロデューサー杉野慧が名古屋に移住してプロジェクトがスタートした。
2017年9月24日から2018年2月18日まで、チームT・チームSの2チーム体制をとっていた。
2019年4月にリリースされた1stインディーズアルバム『手羽先のおいしい食べ方』はオリコンアルバムデイリーランキング1位を記録。 同年9月にZepp Nagoyaにて開催された無料単独公演では1004名を動員。
2020年4月にはドリーミュージックよりメジャーデビューを果たした。
応援するファンの総称を「ウィンガー」としている。

## 略歴

### 2017年
- 6月24日 - RAD HALLで開催された『DAGAYA FES!』にて4人体制でステージデビュー
- 9月24日 - RAD HALLにて1stワンマンライブ『手羽先の逆襲!?公演』を開催。元・強がりセンセーションメンバー・市川結愛が移籍するなど二期生6人が加入して、チームT5名・チームS5名、2チーム合計10人体制となる。今公演では223名を動員目標にして232 人を動員、チケットSOLD OUTした[5][6]
- 11月18日 - 『ゲキモリかよ！in NAGOYA ReNY limited』ステージ内にて、藤宮帆乃香が卒業

### 2018年
- 1月10日 - 『澄川もあ 卒業公演』（Dt.BLD）にて、澄川もあが卒業
- 2月18日 - 『手羽先センセーション単独公演～門出の祝い～』(VERSUS東海ホール)にて、立花凛乃が卒業、市川結愛が移籍。チームT・チームSの2チーム体制が終了。
- 3月31日 - 『東海アイドル万博前日祭バトル』にて優勝[7]
- 4月1日 - メンバーの担当カラーが決定
- 4月7日 - 森田陽菜が初代リーダーに就任
- 6月4日 - 東海最大アイドルフェス『関ケ原唄姫合戦』予戦会参戦。名古屋地区1位・全国2位で通過[8]
- 6月21日 - NAGOYA CLUB QUATTROにて、2ndワンマンライブ『イタダキ▲センセーション』を開催。平日LIVEで311名動員[8][9]
- 7月20日 - 『関ケ原予選会 最終決戦』を2位で通過。メインステージ出演権獲得
- 7月21日・22日 - 『SEKIGAHARA IDOL WARS 2018〜関ケ原唄姫合戦〜』出演
- 11月3日 - 2ndワンマン LIVE DVDをリリース
- 12月 -  3ヵ月連続MV公開、第1弾『君キミ、恋病』Music Video（10月24日公開）がYouTube再生回数2万回を越える（2019年6月15日現在、お披露目映像と合わせ9万回を越える）[10]

### 2019年
- 1月5日 - ReNY limitedにて3rdワンマンライブ『1ミリ先の希望』開催。509名を動員[11]
- 3月 - TIF（TOKYO IDOL FESTIVAL）の出場をかけた予選大会・TIF全国選抜LIVEに初参戦 [12]
- 3月7日 - 渋谷DESEOにて東京定期公演『手羽先センセーション東京定期公演 vol.1』を開催[12]
- 4月9日 - 1stアルバム『手羽先のおいしい食べ方』リリース。オリコンデイリー第1位[1]、ウィークリー第11位を記録
- 5月4日 - 東京定期公演『手羽先センセーション東京定期公演 vol.2』を開催
- 6月17日 - 2019年上半期（第12回）アイドルセレクト10に初選出[13]
- 6月24日 - 3rdワンマンライブ LIVE DVDリリース
- 6月 - 8月 - 東名阪福ツアー2019「夏の初期衝動」[14][15]
- 6月23日 - TIF全国選抜LIVEセカンドチャレンジ優勝。TOKYO IDOL FESTIVAL初出場を決める
- 8月3日 - TOKYO IDOL FESTIVAL 2019に出演
- 8月24日 - @JAM EXPOに出演（横浜アリーナ）[16]
- 9月29日 - Zepp Nagoyaにて無料単独公演「溶けなかった夏の初期衝動」を開催、1004名を動員[2]
- 11月22日 - 『三池志歩 卒業公演』(ReNY limited)にて三池志歩が卒業[17]
- 11月 - 12月 - 東名阪静ツアー2019「年末ご挨拶ツアー」
- 12月16日 - 日本ご当地アイドル活性協会が選ぶ「2019年下半期（第13回）アイドルセレクト10」に選出[18]
- 12月28日 - 2020年4月8日にドリーミュージックよりメジャーデビューすることを発表[19][20]

### 2020年
- 3月30日 - 『ニコピの方程式』が朝日放送テレビ「教えて!ニュースライブ 正義のミカタ」の4月度エンディングテーマに、CS日テレプラス「@JAM TV powered by LIVE DAM Ai」の4月度オープニングテーマに選ばれる[21]
- 4月8日 - ドリーミュージックより1stメジャーアルバム『行く先、手羽先』をリリース[3][4]。オリコンデイリー第4位[22]、ウィークリー第7位を記録[23]
- 5月31日 - 新メンバー佐野いちかが加入。橋本琴春のメンバーカラーがピンクから白へ変更。
- 7月20日 - 森田陽菜・斉藤まなか・塚野なゆが卒業を発表[24]
- 8月12日 - 東名ツアー「真夏のしおり」-東京-[25]
- 8月15日 - 東名ツアー「真夏のしおり」-名古屋-[26]
- 8月29日 - ＠JAM ONLINE FESTIVAL 2020に出演[27]
- 8月30日 - 『森田陽菜 卒業公演』(Zepp Nagoya)にて森田陽菜が卒業[28]、神谷美玲がリーダーに就任[29]。
- 9月30日 - ベストアルバム3タイトル同時リリース[30]
- 10月4日 - 『斉藤まなか 卒業公演』(THE BOTTOM LINE)にて斉藤まなかが卒業[31]。
- 12月26日 - 『塚野なゆ・神谷美玲・橋本琴春 卒業公演』(THE BOTTOM LINE)にて、3名が卒業。

### 2021年
- 1月4日 - 佐野いちかが佐野さくらへ改名。続けて新メンバーが発表され、日南遥、佐山すずか、カワイレナ、三好佑季の4名が加入。
- 1月23日 - 『 "新体制" お披露目公演』(THE BOTTOM LINE)にて5名体制での新体制が発足。
- 5月22日 - 『佐野さくら 卒業公演』 (THE BOTTOM LINE) にて佐野さくらが卒業。
- 7月11日 - 『単独公演〜特別編〜』 (THE BOTTOM LINE) にて茉城奈那が加入。

### 2024年
- 3月9日 - 愛知・DIAMOND HALL公演をもって日南遥が足の負傷と腰痛のため、グループを卒業[32]。日南はアイドルとしても引退する[32]。グループとしても「今の手羽先センセーションにとって、メンバーが一人でも欠けるということは、グループとしての在り方が大きく変わるものだと重く受け止め、この度『現体制終了』という形で完結させていただく運びとなりました」と説明。
- 3月10日 - 現体制ラストアルバムとなる『僕らの未来へ』を発売[33]。
- 4月1日 - 合同会社1623に移籍[34]。
- 9月11日 - 自身主演による地方創生ふるさと映画『名古屋センセーション』（大橋孝史監督）の制作を発表[35]。
- 9月22日 - 名古屋城二の丸広場にてワンマンライブ『終わらない暑気衝動』を開催[36]。『名古屋センセーション』の主題歌に使用される「未来の音」を初披露[37]。
- 12月27日～12月29日 - 秋葉原UDXにて開催された「ふるさと映画祭」にて『名古屋センセーション』が上映される[35]。

### 2025年
- 3月、佐山すずか、三好佑季、茉城奈那が5月25日の公演をもってグループを卒業することを発表。5月25日には愛知・COMTEC PORTBASEにて3人の卒業公演が開催。その後は期間を置き、カワイレナ、宮代柚花の2名に新メンバーを加えて活動を継続予定とされた[38]。
- 5月25日に公演を成功させた翌5月26日、カワイレナがグループ卒業を表明[39]。
- 5月27日、新体制が宮代柚花、松山綺利、夏姫えれな、工藤鈴菜、雛汰ゆらの5人体制となることをXで発表。6月4日、東京・Spotify O-WESTおよび6月7日、愛知・Zephyr Hallでお披露目公演を行う。

## メンバー
| 名前                     | 愛称       | メンバーカラー | 出身地   | 血液型 | 加入期 | 備考                                                |
| ------------------------ | ---------- | -------------- | -------- | ------ | ------ | --------------------------------------------------- |
| 宮代柚花 みやしろ ゆずか | ゆずか     | 水色           | 大阪府   | A型    | 6期    | 元キミのガールフレンド、欲バリセンセーション、chuLa |
| 松山綺利 まつやま きり   | きーちゃん | ミントグリーン | 福岡県   | A型    | 7期    | 元LeirA、元セカモノ、元I MY ME MINE                 |
| 工藤鈴菜 くどう すずな   | すずな     | 黄色           | 愛知県   | A型    | 7期    | 元ミラクルファンファーレ！、元ぼくはまだしなない    |
| 夏姫えれな なつき えれな | えれな     | ピンク         | 東京都   | A型    | 7期    |                                                     |
| 雛汰ゆら ひなた ゆら     | ゆらちゃん | オレンジ       | 神奈川県 | o型    | 7期    |                                                     |

### 過去の所属メンバー
| 名前                        | 愛称             | メンバーカラー | 出身地 | 血液型 | 加入期・所属チーム | 備考 |
| --------------------------- | ---------------- | -------------- | ------ | ------ | ------------------ | --- |
| 藤宮 帆乃香 ふじみや ほのか | ほのみんと       |                | 愛知県 | O型    | 1期・チームT       | 2017年11月18日卒業。 卒業後は自主運営タレントとして活動していた。（ほのぴす名義） |
| 澄川 もあ すみかわ もあ     | もあちゃ         |                | 福岡県 | AB型   | 2期・チームS       | 2018年1月10日卒業。 卒業後はDOLLY☆POP（「雪白 らな」）→ ベリベリ！（「その」）→ BABYschema（「リン」）として活動後、2024年2月よりYOLOZのリンドウ＝リンとして活動中。 |
| 立花 凛乃 たちばな りの     | りぃのん         |                | 大阪府 | A型    | 1期・チームT       | 2018年2月18日卒業。卒業後、同年3月10日より 煌めき☆アンフォレントに加入。（双葉凛乃名義） |
| 市川 結愛 いちかわ ゆあ     | ゆあぴょん       |                | 岩手県 | A型    | 2期・チームT       | 2018年2月18日、同事務所内の新グループ結成プロジェクトのため移籍。 移籍後、同年12月1日のラストリリースイベントを最後にアイドルを引退。 2019年9月22日、同事務所内のソロアイドルとしてライブ活動を再開した。 |
| 三池 志歩 みいけ しほ       | みーけ           | 紫             | 愛知県 | A型    | 2期・チームS       | 2019年11月22日卒業。 |
| 森田 陽菜 もりた ひな       | なぴてん         | 黄色           | 愛知県 | A型    | 1期・チームT       | 初代リーダー。2020年08月30日、学業優先の為、卒業。 |
| 斉藤 まなか さいとう まなか | まぁちゃん       | 水色           | 大阪府 | A型    | 2期・チームS       | 2020年10月04日、声優を目指すため、卒業。 |
| 神谷 美玲 かみや みれい     | みれい、みれぴ   | レッド         | 静岡県 | O型    | 1期・チームT       | 2020年8月30日より二代目リーダー。同年12月26日卒業。 2021年より煌めき☆アンフォレントに加入。 趣味は映画鑑賞。特技は利き緑茶。 ポケモンが大好き、特にレントラー。 |
| 橋本 琴春 はしもと こはる   | こはるん         | ピンク → 白    | 愛知県 | O型    | 2期・チームS       | 2020年12月26日卒業。2020年5月31日、メンバーカラーを白に変更。 趣味はヒトカラ、歌をうたうことが好き。 特技は一度決めたことは最後までやり遂げる。第一印象は小さい人。 |
| 塚野 なゆ つかの なゆ       | つかのん         | ミントグリーン | 愛知県 | O型    | 2期・チームS       | 2020年12月26日卒業。趣味は絵日記。 特技はモデルウォーキング、よく笑うこと。モアイ像に似ている。 |
| 佐野 さくら さの さくら     | さくら           | 紫 → 赤        | 愛知県 | AB型   | 3期                | 2021年5月22日卒業。 2021年1月、新体制と共に名義を「佐野いちか」から変更。 元ヲルタナティヴ(神谷さくら名義)。ミッフィーが好き。 卒業後、2021年9月20日から2023年3月19日まで欲バリセンセーションメンバー。 2023年4月28日から2023年8月18日までまねきケチャメンバー「朝比奈さくら」として活動。 2024年6月17日からShangmooメンバー。 |
| 日南 遥 ひなみ はるか       | はるる           | オレンジ       | 愛知県 | O型    | 4期                | 元煌めき☆アンフォレント。 |
| 佐山 すずか さやま すずか   | さやすず         | 黄色           | 東京都 | AB型   | 4期                | 元アクアノート。 |
| カワイレナ かわい れな      | レナち           | 赤             | 兵庫県 | A型    | 4期                | 元loop(河井玲奈名義)、LOVEReS、ラブアグレッション。 2024年4月27日、メンバーカラーを青から赤に変更。 |
| 三好佑季 みよし ゆうき      | ゆうき、みよ     | ミントグリーン | 東京都 | B型    | 4期                | プラチナムプロダクション所属の三好佑季とは別人 |
| 茉城奈那 ましろ なな        | なんなん、にこぴ | ピンク         | 三重県 | B型    | 5期                | 元ヲルタナティヴ(相沢奈那名義) |

## 作品

### 映像作品
| 年     | 発売日  | タイトル                                      | 販売形態 | 規格品番  |
| ------ | ------- | --------------------------------------------- | -------- | --------- |
| 2018年 | 11月3日 | 2nd ワンマンライブ『イタダキ▲センセーション』 | DVD      | TBSN-V001 |
| 2019年 | 6月24日 | 3rd ワンマンライブ『1ミリ先の希望』           | DVD      | TBSN-V002 |

### 楽曲一覧[45]
| #  | タイトル                                | 作詞                                 | 作曲                                 | 編曲                       | 振付              |
| -- | --------------------------------------- | ------------------------------------ | ------------------------------------ | -------------------------- | ----------------- |
| 1  | 始まりのシグナル                        | 梶原パセリちゃん                     | J.K≒3.0[oyoso3]                      | 清水哲平                   | 田中稚奈(G-Rabby) |
| 2  | ウノウクノウカノウサノウ -手羽センver.- | 梶原パセリちゃん                     | 梶原パセリちゃん                     | mu-ray                     | 周藤萌            |
| 3  | I'm Believer                            | ANDW                                 | ANDW                                 | 大沢圭一                   |                   |
| 4  | 虹色のキャンバス                        | mimimy                               | J.K≒3.0[oyoso3]                      | YoshiBoz→                  |                   |
| 5  | 足跡-Ashiato-                           | DJ金魚                               | 片平翔大                             | 片平翔大                   |                   |
| 6  | ハピピピパーリーナイト                  | mimimy / J.K≒3.0[oyoso3]             | J.K≒3.0[oyoso3]                      | J.K≒3.0[oyoso3]            | ォラ              |
| 7  | ≫空色≪スタートライン                    | 立花梨緒/HNG                         | 仁科和希                             | 仁科和希                   | ォラ              |
| 8  | あしたのはなし                          | 梶原パセリちゃん                     | J.K≒3.0[oyoso3]                      | J.K≒3.0[oyoso3]            | コガワジュンペイ  |
| 9  | この空は続いている                      | mimimy                               | J.K≒3.0[oyoso3]                      | J.K≒3.0[oyoso3]            | コガワジュンペイ  |
| 10 | 小さな冒険者                            | mimimy / J.K≒3.0[oyoso3]             | J.K≒3.0[oyoso3]                      | J.K≒3.0[oyoso3]            | ォラ              |
| 11 | 君キミ、恋病                            | DJ金魚、8utterfly（A-Z順）           | KOJI oba                             | KOJI oba                   | コガワジュンペイ  |
| 12 | ニコピの方程式                          | mimimy / J.K≒3.0[oyoso3]             | J.K≒3.0[oyoso3]                      | J.K≒3.0[oyoso3]            | ォラ              |
| 13 | あなたの光は                            | mimimy                               | J.K≒3.0[oyoso3]                      | J.K≒3.0[oyoso3]            | コガワジュンペイ  |
| 14 | STIMULATE                               | DJ金魚                               | 曽木琢磨（SUPA LOVE）                | 曽木琢磨（SUPA LOVE）      | コガワジュンペイ  |
| 15 | 未完成日記                              | mimimy / J.K≒3.0[oyoso3]             | J.K≒3.0[oyoso3]                      | 大沢圭一                   | コガワジュンペイ  |
| 16 | ノンフィクション                        | 天下のちゃんゆき(THE BANANA MONKEYS) | J.K≒3.0[oyoso3]                      | J.K≒3.0[oyoso3]            | ォラ              |
| 17 | Colorful Days                           | Masaya.Kenmei from L.O.D             | Masaya.Kenmei from L.O.D             | Masaya.Kenmei from L.O.D   | Nachu             |
| 18 | New stage                               | mimimy / J.K≒3.0[oyoso3]             | J.K≒3.0[oyoso3]                      | J.K≒3.0[oyoso3]            | コガワジュンペイ  |
| 19 | 夏情気性                                | DJ金魚、8utterfly（A-Z順）           | KOJI oba                             | KOJI oba                   | SA.KANA           |
| 20 | ハロー、ブランニューミー                | 金子麻友美                           | J.K≒3.0[oyoso3]                      | 大沢圭一                   | コガワジュンペイ  |
| 21 | 満開サクライロ                          | 金子麻友美                           | すえくん(Color Material)             | Color Material             | SA.KANA           |
| 22 | 革命のセンセーション                    | チバニャン                           | チバニャン                           | チバニャン                 |                   |
| 23 | Goodbye, graduation!                    | DJ金魚                               | KOJI oba                             | KOJI oba                   | SA.KANA           |
| 24 | 僕らの未来へ                            | mimimy / 手羽先センセーション        | J.K≒3.0[oyoso3]                      | J.K≒3.0[oyoso3]            |                   |
| 25 | 送れないハートマーク                    | Wiggy                                | Wiggy                                | Wiggy                      | ォラ              |
| 26 | 明日への鼓動                            | 萩龍一                               | 萩龍一                               | 萩龍一                     | エリカ            |
| 27 | 刹那ストリングス                        | 多田慎也                             | 多田慎也                             | 島田尚                     | Acchan            |
| 28 | 朝焼けのButterfly                       | 阿久津健太郎                         | 阿久津健太郎                         | 阿久津健太郎               | 西田一生          |
| 29 | 夏、エンドロール                        | 多田慎也                             | 多田慎也                             | 島田尚                     | Acchan            |
| 30 | プレシャスデイズ                        | mimimy                               | J.K≒3.0[oyoso3]                      | J.K≒3.0[oyoso3]            | ォラ              |
| 31 | モブ                                    | 杉山勝彦                             | 杉山勝彦                             | 杉山勝彦/石原剛志          | Acchan            |
| 32 | そうだ、僕は恋をしたんだ。              | mimimy                               | J.K≒3.0[oyoso3]                      | J.K≒3.0[oyoso3]            | コガワジュンペイ  |
| 33 | センセーションが鳴り止まない            | 新井弘毅                             | 新井弘毅                             | 新井弘毅/薮内崇暢          | Acchan            |
| 34 | 好きって言ったらどうする？              | Suu                                  | Junxix.                              | kazuboy.                   | Akiko             |
| 35 | ドラマチックメモリー                    | mimimy                               | J.K≒3.0[oyoso3]                      | J.K≒3.0[oyoso3]            | ォラ              |
| 36 | 証 feat.Ayasa                           | 多田慎也                             | 多田慎也                             | 島田尚                     | コガワジュンペイ  |
| 37 | LEGIT                                   | mimimy / J.K≒3.0[oyoso3]             | J.K≒3.0[oyoso3]                      | J.K≒3.0[oyoso3]            | 皇希              |
| 38 | NARUNAI                                 | mimimy                               | J.K≒3.0[oyoso3]                      | J.K≒3.0[oyoso3]            | ォラ              |
| 39 | 僕と君とポラリス                        | JVNTA                                | JVNTA                                | JVNTA                      | 皇希              |
| 40 | Wonderland                              | 多田慎也                             | 多田慎也                             | 島田尚                     | Acchan            |
| 41 | ハローニューワールド                    | 萩龍一                               | 萩龍一                               | 萩龍一                     | コガワジュンペイ  |
| 42 | どっちが悪役                            | 及川眠子                             | 井上ヨシマサ                         |                            |                   |
| 43 | スターバーストエンパシー                | mimimy                               | J.K≒3.0[oyoso3]                      | J.K≒3.0[oyoso3]            | コガワジュンペイ  |
| 44 | 絶対値は∞                               | 前迫潤哉                             | 前迫潤哉/Ryu.Ando                    | Ryu.Ando/Dr. Lilcom        | CRE8BOY           |
| 45 | 大好きだから大嫌い                      | mimimy                               | J.K≒3.0[oyoso3]                      | J.K≒3.0[oyoso3]            | 皇希              |
| 46 | オーダーメイド                          | 多田慎也                             | 多田慎也                             | 島田尚                     |                   |
| 47 | 言霊バイブレーション                    | KOHSHI(FLOW)                         | TAKE(FLOW)                           |                            | 皇希              |
| 48 | スポットライト                          | mimimy                               | J.K≒3.0[oyoso3]                      | J.K≒3.0[oyoso3]            | 皇希              |
| 49 | Restart Over                            | mimimy                               | J.K≒3.0                              | J.K≒3.0                    | JUMPEI KOGAWA     |
| 50 | ドンギラ踊り                            | yuba寝                               | yuba寝                               | yuba寝                     | ォラ              |
| 51 | ゆるリング Travel days                  | Funta7                               | Funta7                               | Funta7                     |                   |
| 52 | サマーヴィラン                          | 多田慎也                             | 多田慎也                             | 島田尚                     | Acchan            |
| 53 | 未来の音                                | 内田直孝(Rhythmic Toy World)         | 内田直孝・岸明平(Rhythmic Toy World) | 岸明平(Rhythmic Toy World) | 皇希              |
| 54 | 暑気衝動                                | 鈴木健太朗                           | 鈴木健太朗                           | 鈴木健太朗                 | Acchan            |
| 55 | 正体                                    | 鬼頭大晴（Half time Old）            | 鬼頭大晴（Half time Old）            |                            | Acchan            |
| 56 | ブラインドラブ                          | 平部雅洋（reGretGirl）               | 平部雅洋（reGretGirl）               |                            | ォラ              |
| 57 | サステナBoom!!                          | mimimy                               | J.K≒3.0                              | J.K≒3.0                    | JUMPEI KOGAWA     |
| 58 | ゼッタイレンド                          | PA-NON                               | 石井伸昂                             | 石井伸昂                   | JUMPEI KOGAWA     |
| 59 | あの日の君へ                            |                                      |                                      |                            |                   |

## 出演
個人での出演はそれぞれの頁を参照。

### テレビ
- 関内デビル（2021年5月5日 - 2024年9月25日、テレビ神奈川） - 毎週水曜日「手羽先センセーションの“音りよセンセーション」→「手羽先センセーションのわらしべセンセーション」→「手羽先センセーションのホント二センセーション！」担当[46]

### ウェブテレビ
- 矢口真里の火曜The NIGHT（2021年11月3日[47]、ABEMA）

### ラジオ
- 手羽先センセーションのテバラジ!（2019年4月2日 - 、FM AICHI、毎週水曜日 2:00 - 2:30）[48]